# Oberhofen am Thunersee
Oberhofen am Thunersee ist eine Einwohnergemeinde im Schweizer Kanton Bern. Sie gehört zum Verwaltungskreis Thun.
Das Wahrzeichen des Dorfes ist das Schloss Oberhofen. In Oberhofen befindet sich der Hauptsitz des Internationalen Skiverbandes, der Fédération Internationale de Ski. Erstmals erwähnt wurde die Gemeinde 1133.

## Politik
Die Gemeindebehörde besteht aus einem siebenköpfigen Gemeinderat. Gemeindepräsident ist Philippe Tobler (Stand 2025).
Die Stimmenanteile der Parteien anlässlich der Nationalratswahl 2023 betrugen: SVP 28,2 % (−0,5 %), SP 16,9 % (+2,6 %), glp 13,5 % (+2,1 %), FDP 13,2 % (−1,0 %), GPS 9,2 % (−4,3 %), Mitte 8,4 % (−1,5 %), EVP 3,1 % (+0,7 %), EDU 2,8 % (+1,4 %).

## Infrastruktur

### Verkehr
Oberhofen wird von den Autobuslinien 21 (Thun–Interlaken Ost), 22 (Hangbus Hünibach/Oberhofen), 24 (Oberhofen–Aeschlen–Schwanden–Sigriswil), 25 (Thun–Gunten–Sigriswil Eilkurs) der Verkehrsbetriebe STI bedient. Die Linie 21 ersetzte den zwischen 1952 und 1982 verkehrenden Trolleybus Thun–Beatenbucht. Von 1913 bis 1952 fuhr auf dem Abschnitt die Strassenbahn Steffisburg–Thun–Interlaken.
Die Schiffländte Oberhofen am Thunersee wird von der BLS Schifffahrt bedient.

### Abwasser
Zur Reinigung des Abwassers wurde die Gemeinde an die ARA Thunersee in der Uetendorfer Allmend angeschlossen.

## Geschichte

Luftbild aus 150 m von Walter Mittelholzer (1925)

Bei der Erbauung der Landsitze Eichbühl und Hünegg gefundene Gräber zeugen von der Besiedlung des heutigen Gemeindegebiets schon in römischer und alemannischer Zeit.
In einer Urkunde vom 8. November 1133 wird Oberhofen erstmals erwähnt: Damals verlieh Kaiser Lothar III. dem Augustinerkloster zwischen den Seen, genannt «Matten» (Interlaken), die freie Probst- und Kastvogtwahl.

### Grossbrand
Am 26. Juni 1864 wurde Oberhofen von einer Brandkatastrophe heimgesucht.  Wie in einer Chronik nachzulesen ist, brach das Feuer damals gegen 22 Uhr im Hause eines Samuel Zumbach an der Kupfergasse aus. Obwohl die Nachbarn rasch Alarm schlugen, breitete sich das Feuer, unterstützt vom Wind, rasant aus. Die kleine Mannschaft der örtlichen Feuerwehr sah sich alsbald ausserstande, das wachsende Feuer zu bekämpfen. Innert weniger Stunden stand ein grosser Teil des Dorfes in Vollbrand. Diesem Brand fielen insgesamt 73 Gebäude, darunter 35 Wohnhäuser, zum Opfer. 105 Familien mit 414 Personen verloren ihr ganzes Hab und Gut und wurden obdachlos. Eine alte Frau starb in den Flammen. Die Brandursache konnte nie ermittelt werden.

### Das schönste Dorf der Schweiz
2018 wurde Oberhofen am Thunersee zum «schönsten Dorf der Schweiz» gewählt.

## Bilder

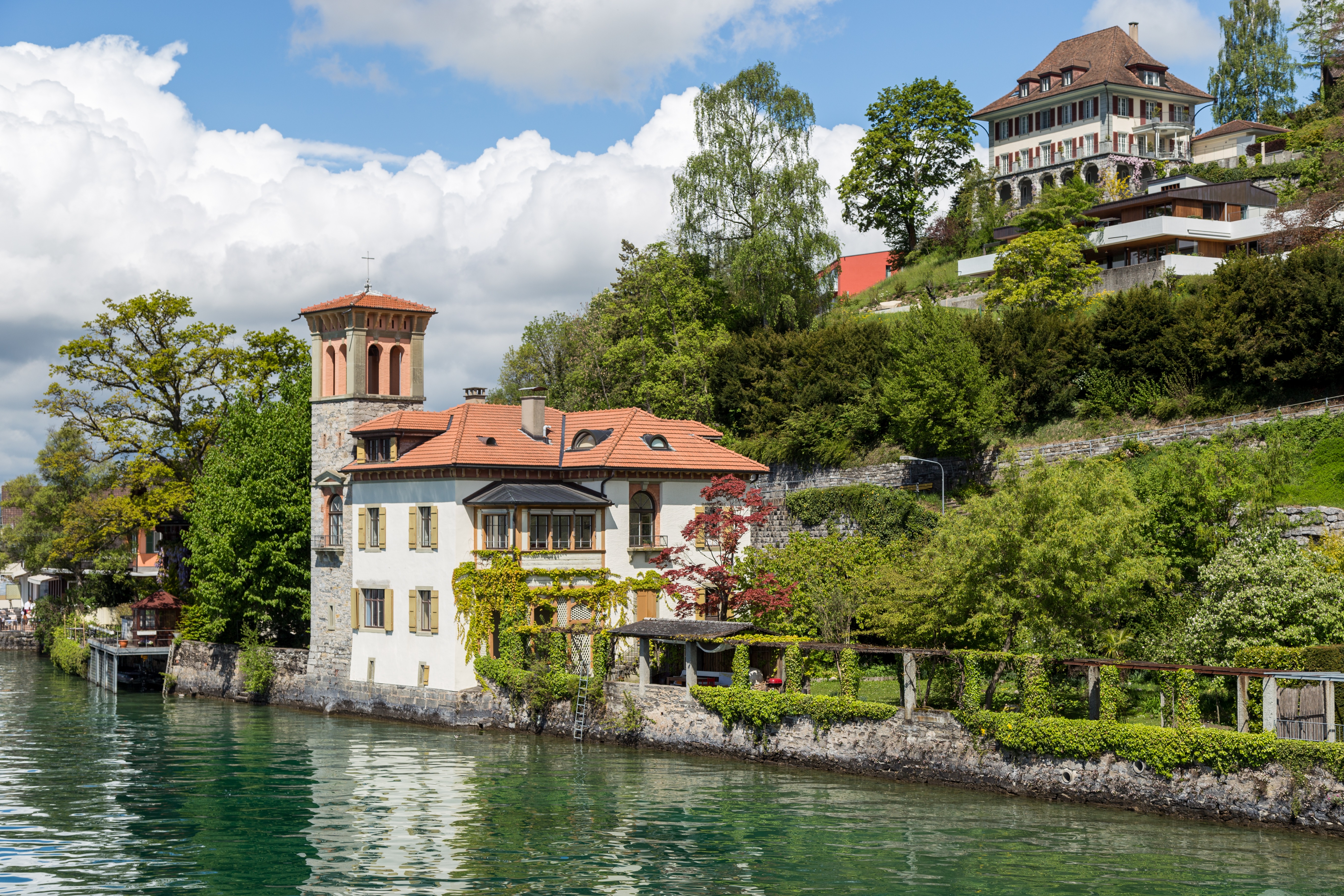
Ehemal. Spital Schoren 13 & Villa Schneckenbühlstr. 21
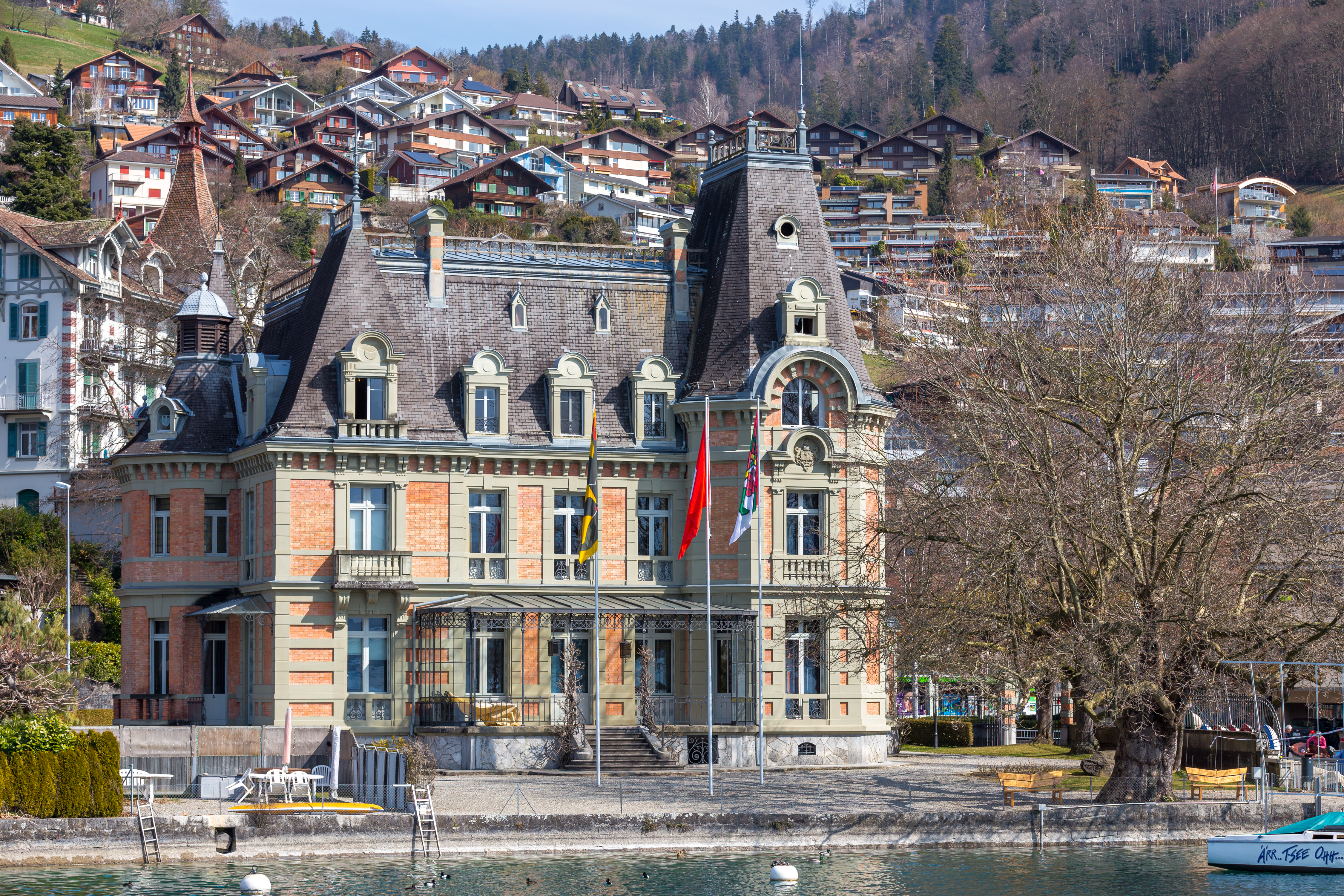
Oberhofen mit Schlössli Simeon
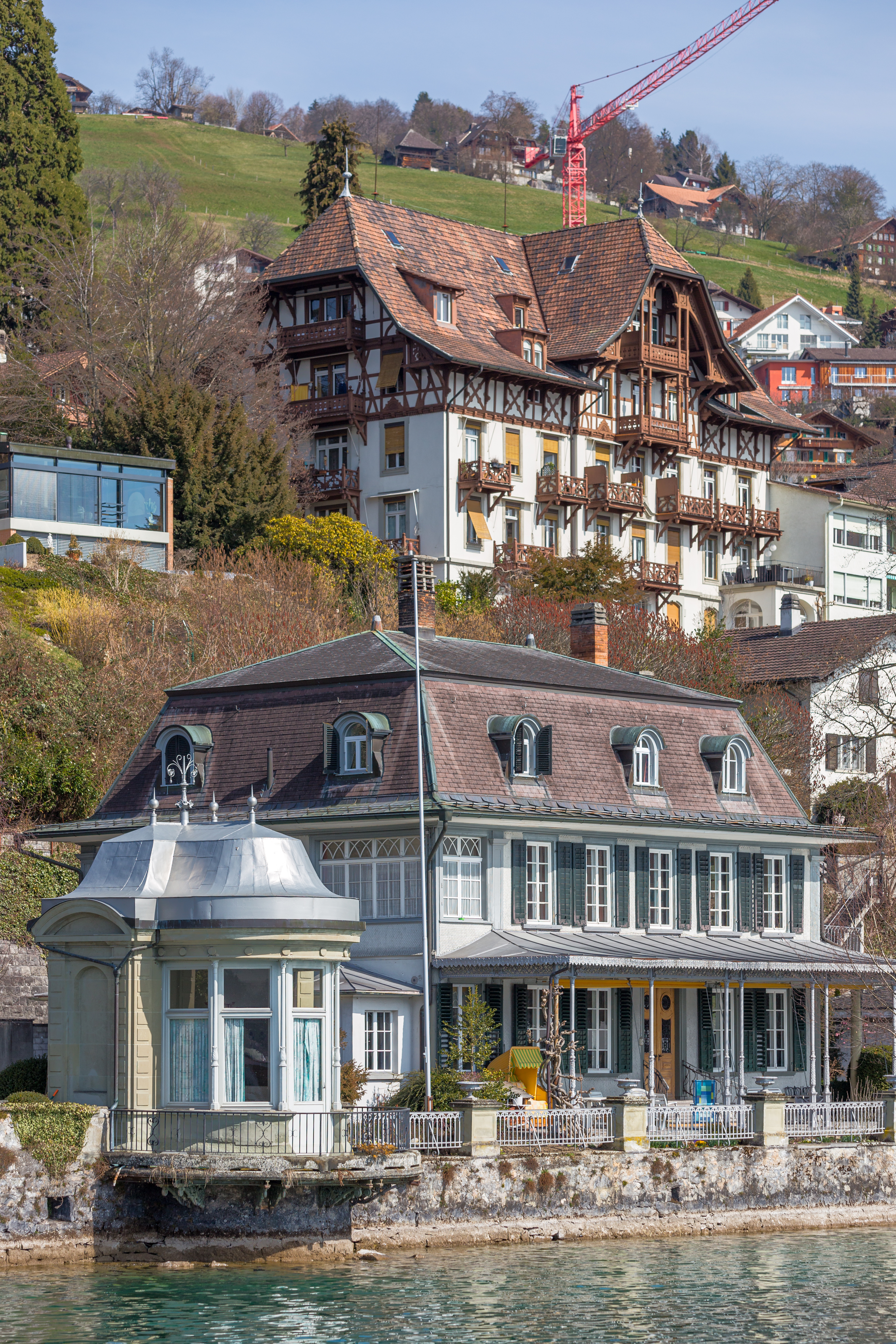
Villa Jenner, Schoren 7 und Schneckenbühlstr. 13
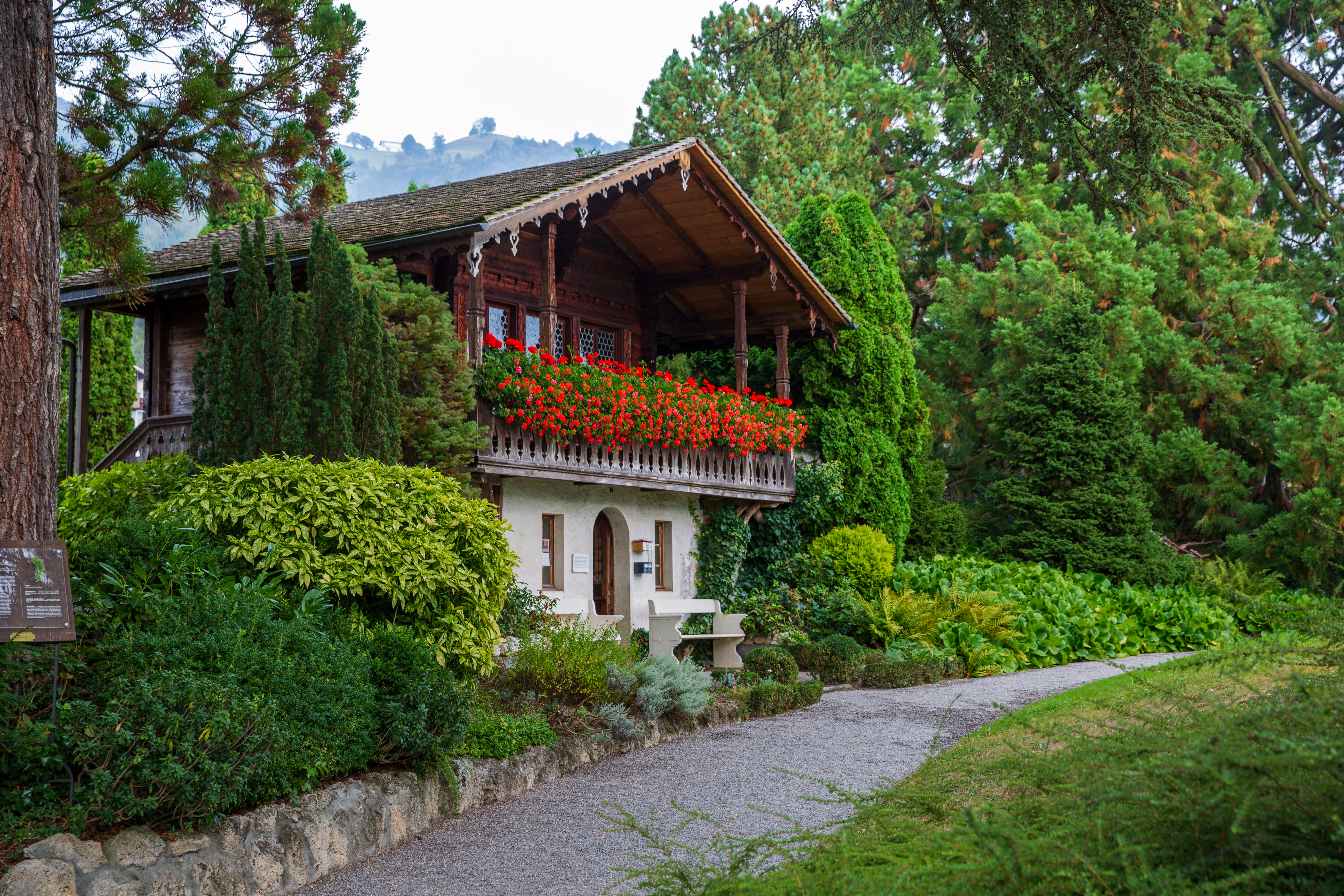
Kinderchalet im Schlosspark
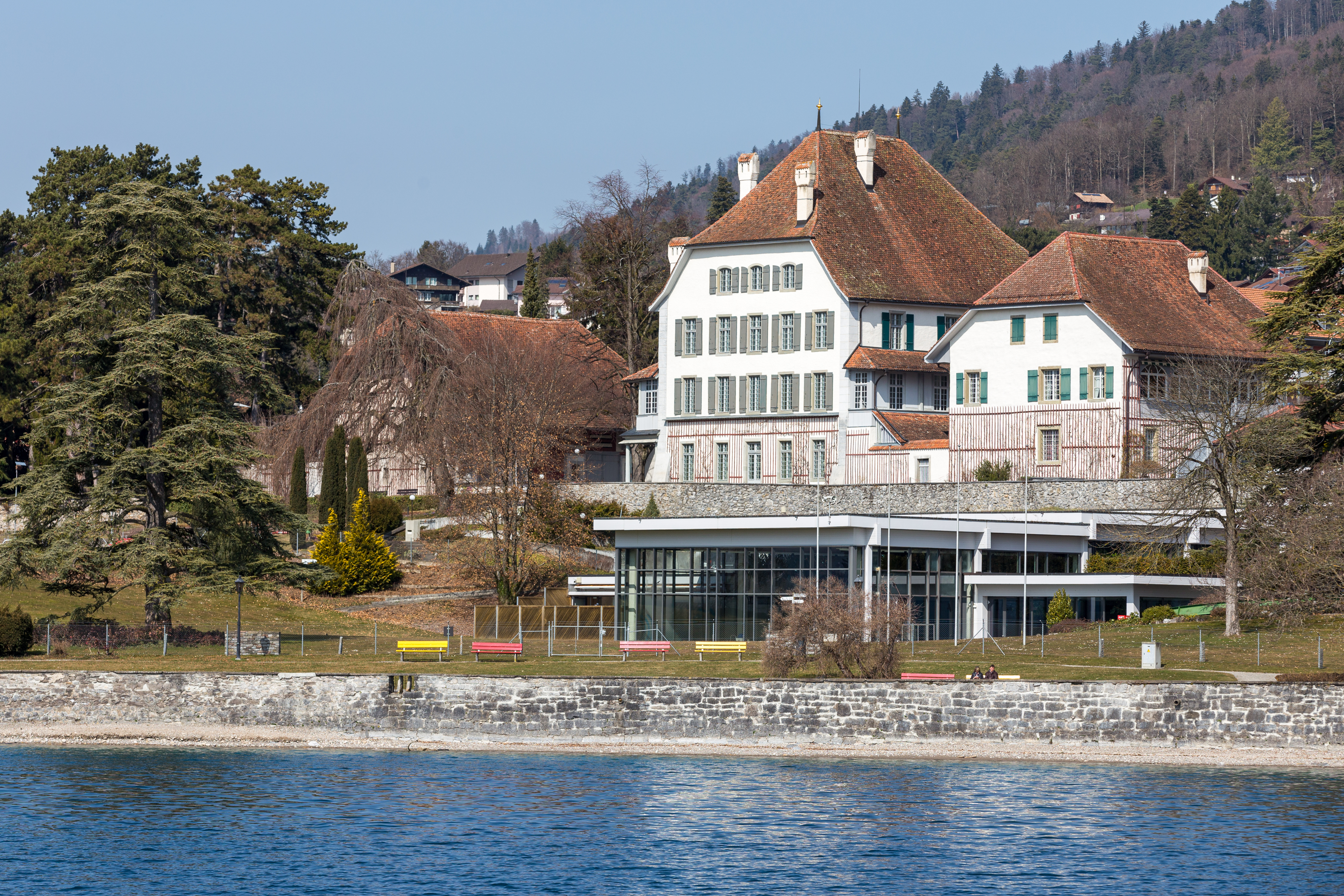
Wichterheergut
Ortsteilansicht von Oberhofen mit dem Schloss und See; Gebirgszug (Eiger, Mönch und Jungfrau) im Hintergrund, 1909

## Persönlichkeiten
- Niklaus von Scharnachthal (1419–1489), 1446 Grosser Rat von Bern, 1451 Kleiner Rat von Bern, 1458 Schultheiss von Thun, 1463 bis 1472 Schultheiss von Bern
- Karl Schall (1859–1925), Mechaniker, Unternehmer in Deutschland und Grossbritannien, hatte Altersruhesitz in Oberhofen
- Jakob Bürki (1872–1939), Lehrer und Verfasser von Berner Mundarterzählungen
- Fritz von Niederhäusern (1876–1955), Baumeister und Architekt, in Oberhofen geboren
- Paul Eggenberg (1918–2004), Lehrer, Manager und Mundartschriftsteller
- Fritz Morgenthaler (1919–1984), Arzt, Psychoanalytiker und Autor
- Adolf Stähli (1925–1999), Jodler, Dirigent, Komponist und Dichter
- Polo Hofer (1945–2017), Mundartrocker, lebte in Oberhofen